# NGC 2248
NGC 2248 is een open sterrenhoop in het sterrenbeeld Tweelingen. Het hemelobject werd op 23 december 1853 ontdekt door de Ierse astronoom Edward Joshua Cooper. Daar dit object uit slechts enkele sterren bestaat kan het gerangschikt worden in de lijst van de telescopische asterismen